# PKP Cargo Service
PKP CARGO SERVICE sp. z o.o. – polskie przedsiębiorstwo specjalizujące się w obsłudze bocznic, utrzymaniu infrastruktury kolejowej, usługach utrzymania wagonów, jak również przewozach kolejowych rzeczy oraz usługach trakcyjnych. Wchodzi ona w skład grupy PKP Cargo.

## Historia
Spółka PKP CARGO SERVICE sp. z o.o., o pierwotnej nazwie „Agencje Celne PKP CARGO sp. z o.o.” z siedzibą w Warszawie, została powołana 26 lutego 2002 r. Pod obecną nazwą spółka występuje od dnia 16 marca 2005 r.
Do 2012 r. spółka prowadziła sieć agencji celnych i świadczyła usługi graniczne, a także specjalizowała się w logistyce kruszyw. Obecnie realizuje usługi w zakresie kompleksowej obsługi bocznic kolejowych, jak również przewozu kolejowego rzeczy oraz usługi trakcyjne. PKP CARGO SERVICE sp. z o.o. rozpoczęła w 2010 roku działalność w obszarze usług manewrowych na obszarze bocznic. Od 2012 r. Spółka realizuje, bądź realizowała przewozy węgla przeznaczonego do przeróbki lub wzbogacania, a także piasku podsadzkowego dla kopalń węgla kamiennego czy odpadów poprodukcyjnych i innych.

## Usługi

### Obsługa bocznic
Działalność związaną z obsługą bocznic PKP CARGO SERVICE sp. z o.o. rozpoczęła w maju 2010 roku, co jest strategicznym obszarem działalności spółki. W 2018 r. firma obsługiwała 34 bocznice kolejowe, należące m.in. do elektrowni, elektrociepłowni, ciepłowni, terminali i bocznic kopalnianych. Uczestniczy w przetargach organizowanych przez przedsiębiorstwa działające w przemyśle górniczym, energetycznym czy kruszywowym. Spółka obsługuje kompleksowo bocznice, wykonując dodatkowe usługi logistyczne (takie jak obsługa wywrotnic wagonowych, gospodarka paliwem energetycznym, utrzymanie infrastruktury etc.) przy bocznicach. Działa na obszarze całego kraju, a w szczególności województw: śląskiego, mazowieckie, wielkopolskiego oraz zachodniopomorskiego.
W związku ze zmianą przepisów prawa, a także wymogów formalnych i technicznych, które muszą spełniać właściciele bocznic, koordynacją prac bocznicowych zajmują się także podmioty zewnętrzne. Zwykle odbywa się to na drodze przetargu, rzadziej na mocy dwustronnych porozumień.

### Lokomotywy
(stan na dzień 23 października 2023 r.)
| Seria          | Typ            | Prędkość maksymalna | Producent                     | Modernizator    | Właściciel                 | Liczba |
| -------------- | -------------- | ------------------- | ----------------------------- | --------------- | -------------------------- | ------ |
| SM42           | 6D             | 90 km/h             | Fablok Chrzanów               |                 | PKP Cargo Service          | 12     |
| SM42m          | 6Dg/A          | 90 km/h             | Fablok Chrzanów               | Newag Nowy Sącz | PKP Cargo Service          | 3      |
| SM42m          | 6Dg/B1         | 90 km/h             | Fablok Chrzanów               | Newag Nowy Sącz | PKP Cargo Service          | 7      |
| SM30           | Ls300          | 60 km/h             | Fablok Chrzanów               |                 | PKP Cargo Service          | 1      |
| ST48           | 15D/A          | 100 km/h            | Briański Zakład Budowy Maszyn | Newag Nowy Sącz | PKP Cargo Service          | 1      |
| TEM2           | TEM2           | 100 km/h            | Briański Zakład Budowy Maszyn |                 | KP Kotlarnia/ZTK Siarkopol | 2      |
| ET22           | 201E           | 125 km/h            | Pafawag                       |                 | PKP Cargo Service          | 2      |
| Łączna liczba: | Łączna liczba: | Łączna liczba:      | Łączna liczba:                | Łączna liczba:  | Łączna liczba:             | 28     |